# Лене Марлин
Лене Марлин Педершен (на норвежки: Lene Marlin), по-известна просто като Лене Марлин, е норвежка певица и композитор.
Марлин дебютира през 1998 г. със сингъла „Unforgivable sinner“, издаден от Вирджиния Рекърдс, а през 1999 г. е обявена за Най-добър скандинавски изпълнител на наградите на MTV Европа.
От 2008 г. живее и работи в Лондон.
|  | Тази страница частично или изцяло представлява превод на страницата Lene Marlin в Уикипедия на норвежки (bokmål). Оригиналният текст, както и този превод, са защитени от Лиценза „Криейтив Комънс – Признание – Споделяне на споделеното“, а за съдържание, създадено преди юни 2009 година – от Лиценза за свободна документация на ГНУ. Прегледайте историята на редакциите на оригиналната страница, както и на преводната страница, за да видите списъка на съавторите. ВАЖНО: Този шаблон се отнася единствено до авторските права върху съдържанието на статията. Добавянето му не отменя изискването да се посочват конкретни източници на твърденията, които да бъдат благонадеждни. |